# Beotarca
Beotarca (em grego: Βοιωτάρχης ou Βοιώταρχος) na Grécia Antiga eram os verdadeiros governantes das cidades da Beócia, e sua principal função era militar.
Não se sabe o número de beotarcas. Tebas elegia dois, possivelmente porque o segundo beotarca de Tebas era, originalmente, de outra cidade da Liga Beócia e que foi absorvida por Tebas. Em 379 a.C., Tebas tinha três beotarcas. Supõe-se, porém, que cada cidade elegia um beotarca. Tucídides menciona onze beotarcas, na Batalha de Délio de 424 a.C., e historiadores modernos supõem que o número de beotarcas poderia chegar até treze.
Os beotarcas assumiam o cargo por volta do solstício de inverno, com a duração de um ano, sendo punidos com a morte caso ultrapassassem este período. Epaminondas e Pelópidas, por ocasião da invasão da Lacônia em 369 a.C., violaram esta lei, foram julgados, e absolvidos por causa dos seus serviços. Depois do período de um ano, um beotarca poderia ser reeleito para um segundo período, e Pelópidas foi reeleito sem interrupções desde 378 a.C. até sua morte.